# Ed Wynn
Isaiah Edwin Leopold (ur. 9 listopada 1886 w Filadelfii, zm. 19 czerwca 1966 w Beverly Hills) – amerykański aktor, nominowany do Oscara za rolę drugoplanową w filmie Pamiętnik Anny Frank.
W 1964 wystąpił w serialu Prawo Burke’a.